# Vrachonisídes Mávra
Vrachonisídes Mávra är öar i Grekland.   De ligger i prefekturen Nomós Dodekanísou och regionen Sydegeiska öarna, i den sydöstra delen av landet, 260 km öster om huvudstaden Aten.